# Estereocentre
Un estereocentre o centre estereogènic és qualsevol punt, encara que no necessàriament d'un àtom, en una molècula que porta tots els seus substituents diferents, és a dir un estereoisòmer. En química orgànica, aquest terme sol referir-se a un àtom de carboni, fòsfor, o sofre, encara que és possible que altres àtoms siguin estereocentres en química orgànica i inorgànica.
Una molècula pot tenir múltiples estereocentres, donant-li diversos estereoisòmers. En compostos que l'estereoisomeria és deguda a centres estereogènics tetraèdrics, el nombre total d'estereocentres possibles no excedirà 2n, on n és el nombre de estereocentres tetraèdrics. Les molècules amb simetria freqüentment tenen menor quantitat d'estereoisòmers que el màxim possible.
El terme estereocentre va ser introduït el 1984 per Mislow i Siegel.
El terme ampli "estereocentre" sol ser confós amb el terme "centre quiral". És important recordar que un compost com el but-2-è té dos estereocentres formant dos estereoisòmers possibles (cis i trans but-2-è), i no obstant això no és considerat un compost meso.

## Excepcions
El fet de tenir dos centres quirals pot conduir a un compost meso. Algunes configuracions poden no existir a causa de raons estèriques. Els compostos cíclics amb centres quirals poden no exhibir quiralitat, a causa de la presència d'un eix de rotació C2h. La quiralitat planar també pot esdevenir quiralitat sense la necessitat d'un centre quiral real present.

## Carboni quiral
Un carboni quiral és un àtom de carboni que és asimètric. El fet de tenir un carboni quiral és, generalment, un requisit perquè una molècula posseeixi quiralitat, encara que la presència d'un carboni quiral no fa que una molècula sigui necessàriament quiral (veure compost meso). Un carboni quiral sol ser denotat per C*.
Perquè un carboni sigui quiral, ha de seguir que:
- l'àtom de carboni estigui hibridat en sp3
- hi hagi quatre grups diferents units a l'àtom de carboni

Gairebé qualsevol altra configuració per al carboni produeix un centre de simetria. Per exemple, una molècula amb carboni hibridat en sp o sp2 seria plana, amb un plànol de simetria. Dos grups idèntics produiran un plànol de simetria que biseca a la molècula.
Les excepcions, degudes probablement a la forma de quiralitat exhibida (quiralitat axial) amb prou feines són esmentades en discussions ordinàries sobre estereoquímica, i formen dos grups:
- Al·lens, de la forma RR'C=C=CRR'
- Espirans, que tenen anells asimètrics, els que poden ser idèntics.

## Altres centres quirals
La quiralitat no està limitada als àtoms de carboni, encara que els àtoms de carboni solen ser centres de quiralitat a causa de la seva ubiqüitat en la química orgànica.
Els àtoms de nitrogen i fòsfor també són tetraèdrics. La racemització per mitjà d'una inversió de Walden pot estar restringida (com en els cations amoni o fosfoni),. Això permet la presència de quiralitat.
Molts àtoms amb geometries tetraèdrica o octaèdrica poden ser quirals a causa que tenen lligands diferents. Per al cas octaèdric, són possibles diverses quiralitats. En tenir tres lligands de dos tipus, els lligands poden estar alineats en el meridià, produint l'isòmer mer, o formant una cara en l'isòmer fac (facial).